# Carpathonesticus lotriensis
Carpathonesticus lotriensis  (лат.) — вид мелких пауков рода Carpathonesticus из семейства пауков-нестицидов (Nesticidae). Румыния.

## Описание
Длина самцов до 4,7 мм, просома — 2 мм (самки крупнее — до 5,2 мм). Обнаружены в пещерах. 
Вид Carpathonesticus lotriensis был впервые описан в 1981 году немецким арахнологом Ингмаром Вейссом (Ingmar Weiss; Дрезденский зоологический музей, Германия). Таксон C. lotriensis включён в состав рода Carpathonesticus Lehtinen & Saaristo, 1980 (вместе с таксонами C. cibiniensis (Weiss, 1981), C. biroi (Kulczynski, 1895), C. mamajevae Marusik, 1987, C. menozzii (Caporiacco, 1934), C. eriashvilii Marusik, 1987, C. galotshkai Evtushenko, 1993, C. hungaricus (Chyzer, 1894), C. paraavrigensis (Weiss, 1981), C. fodinarum  (Kulczynski, 1894) и другими).